# Крістофер Крівлінг
Крістофер Крівлінг (англ. Christopher Creveling, 29 грудня 1989) — американський спортсмен, що спеціалізується в шорт-треку й перегонах на роликових ковзанах, олімпійський медаліст. 
Срібну олімпійську медаль Кріс здобув на Іграх 2014 року в Сочі в шорт-треку, в естафетній гонці на 5000 метрів.

## Зовнішні посилання
- Досьє на usspeedskating.org [Архівовано 27 лютого 2014 у Wayback Machine.]